# Peter Sutton (ingénieur du son)
Pour les articles homonymes, voir Sutton.
Peter Charles Sutton est un ingénieur du son britannique né le 23 avril 1943 à Newcastle upon Tyne (Angleterre) et mort le 24 août 2008.

## Biographie
Après avoir commencé adolescent comme deuxième assistant opérateur sur Les Quatre Cavaliers de l'Apocalypse, Peter Sutton travaille ensuite en indépendant pendant 40 ans pour le cinéma et la télévision.

## Filmographie (sélection)
- 1970 : Le Mystère des douze chaises (The Twelve Chairs) de Mel Brooks
- 1970 : Let It Be (Get Back) de Michael Lindsay-Hogg
- 1975 : Le Retour de la Panthère rose (The Return of the Pink Panther) de Blake Edwards
- 1976 : Quand la Panthère rose s'emmêle (The Pink Panther Strikes Again) de Blake Edwards
- 1978 : Les 39 Marches (The 39 Steps) de Don Sharp
- 1980 : L'Empire contre-attaque (Star Wars: Episode V – The Empire Strikes Back) d'Irvin Kershner
- 1982 : Dark Crystal (The Dark Crystal) de Jim Henson et Frank Oz
- 1986 : La Petite Boutique des horreurs (Little Shop of Horrors) de Frank Oz
- 1993 : Au nom du père (In the Name of the Father) de Jim Sheridan

## Distinctions

### Récompenses
- Oscars 1981 : Oscar du meilleur mixage de son pour L'Empire contre-attaque

### Nominations
- BAFTA 1981 : British Academy Film Award du meilleur son pour L'Empire contre-attaque